# Тархон
Тархон (Тархонт, у Страбона Таркон) — персонаж этрусской мифологии. «Устроитель» 12 городов тирренов (Этрусской лиги). Его именем назван город Тарквинии.
По разным сказаниям, либо сын Тиррена; либо потомок Геракла, сын Телефа и брат Тиррена; либо отец Телефа («Тевконт, отец Телефа»). Согласно Иоанну Лиду, их было два: до Эвандра и после Эвандра .
Согласно «Энеиде», Тархон — правитель этрусков. Заключил союз с Энеем. Активно участвует в битве. Пленит Венула.
Его имя сопоставляют с лувийским богом Тархунтом.